# Scuticaria salesiana
Scuticaria salesiana là một loài lan ranging from đông nam Ecuador to Peru.

## Hình ảnh

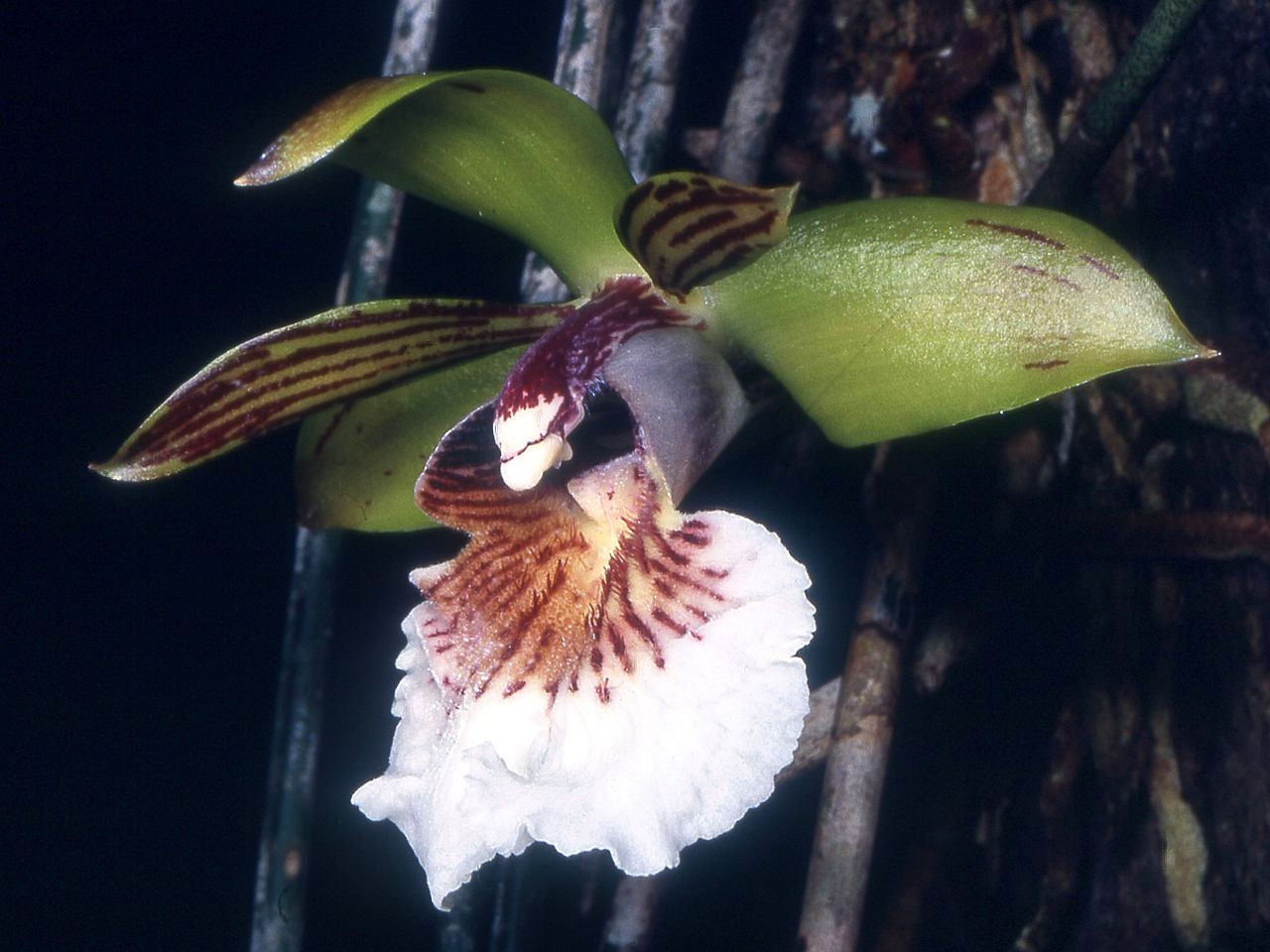